# 高瀬義夫
高瀬 義夫（たかせ よしお、1952年 - ）は造形作家・版画家である。大阪府大阪市生まれ。
1977年、立命館大学法学部卒業。1987年より、ミヤザキ・アトリエで版画を研究し始める。2年後、第4期ホルベイン・アクリラ・スカラシップ取得。1990年からは、松田豊が主宰する現代美術研究会「色彩造形」に参加。以後、関西を中心に幅広く個展を開く他、カナダ、ベルギーなど国際的な活躍もみせる。

## 主な受賞歴
- 第40回記念茨木市展（第40回記念大賞、市長賞他）
- 第36回全関西美術展（読売テレビ賞：大阪）
- 第1回国際掌中新立体造形公募展（優秀賞：名古屋）
- 第6回美浜美術展（準大賞：福井・大阪）